# Bond voor Minder Marine Personeel
De Bond voor Minder Marine Personeel (BVMMP), in de volksmond Matrozenbond, was een Nederlandse vakbond voor lager marinepersoneel. 
De bond werd in (1908) gevormd uit de Algemeene Bond voor Nederlandsche Marine-Matrozen (1897) en de Algemeene Mariniersbond. Tot de oprichters behoorden D.F.G. Schilling, J.A. Brandsteder en A.G.A. Verstegen. De vakorganisatie behartigde de belangen van de schepelingen en kwam op voor zowel een verbetering van de arbeidsvoorwaarden als de politieke, zedelijke en culturele verheffing van de matroos. Zo maakte de Matrozenbond vanaf het begin deel uit van het Landelijk Comité voor Algemeen kiesrecht. De bond heeft vrijgestelde bestuurders, bestaande uit ontslagen schepelingen en heeft een eigen bondsblad, bondsgedenkboek. Reeds in 1903 werden drie matrozen zwaar gestraft, omdat zij op de kiesrechtbetoging te Rotterdam hadden gecolporteerd met Het Anker en de brochure tegen de kinderwerving. Bij manifestaties en demonstraties werd een bondsvaandel gedragen, waarbij het bondslied werd gezongen. Toen bij het tienjarig bestaan van de bond in 1907 een gedenkboek verscheen, werd dat door de marineleiding meteen op de zwarte lijst geplaatst.

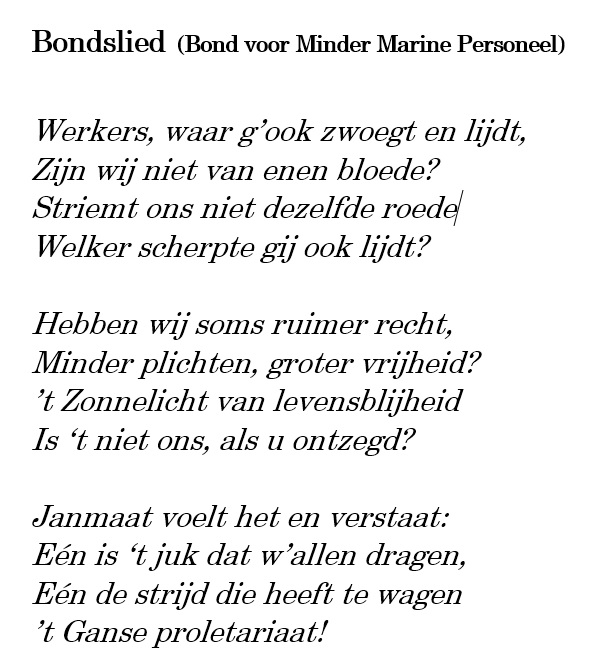
Bondslied van de Bond voor Minder Marine Personeel

## Klassenstrijd
Onder de minderen in rang was de onder sociaaldemocratische invloed staande BVMMP populair. De SDAP-kamerleden P.J. Troelstra en marinespecialist F.W.N. Hugenholtz stelden de klachten en de eisen van de matrozenbond in de Tweede Kamer der Staten-Generaal aan de orde. De bond organiseerde in 1914 ruim twee derde van alle manschappen, ongeveer drieduizend personen (92% van de matrozen, 64% van de mariniers en 40% van de
stokers). De uitingen van klassenstrijd en klassenbewustzijn waren de marineleiding een doorn in het oog. Bij het uitbreken van de Eerste Wereldoorlog verbood minister Rambonnet alle activiteiten van de bond aan boord van de schepen. De minister van Marine was tot 1919 steeds een beroepsmilitair geweest. In april 1919 werd H. Bijleveld jr. burgerminister van Marine. Hij bracht al een maand na zijn aantreden een werkbezoek aan het bondsgebouw in Den Helder. In dat jaar werd de bond weer toegestaan en mocht het bondsblad Het Anker weer aan boord verschijnen. Over de arbeidsvoorwaarden werd overlegd door het Georganiseerd Overleg Zeemacht.
Nadat de slechte omstandigheden en loonsverlagingen voor de matrozen had in 1933 hadden geleid tot de Muiterij op De Zeven Provinciën werd hard opgetreden tegen de marinebonden. Gevolg was dat sommige bondsbestuursleden werden ontslagen. Het werk van de bonden werd tegengewerkt en het marinepersoneel werd de toegang tot De Burcht ontzegd. Door het verbod op vergaderen en de strenge controle door de marine op belangenbehartiging werd dat de bondswerk zo goed als onmogelijk. Pas na de Tweede wereldoorlog zou het bondswerk met de oprichting van de VBZ worden voortgezet. De VBZ werd later herdoopt in de Vakbond voor Burger en Militair defensiepersoneel VBM.

## Marinebondsgebouw De Burcht
De matrozen kwamen vanaf de oprichting van hun bond bijeen in "het Casino" aan de Kanaalweg in Den Helder en in café "Diligentia". In 1902 werd het pand Hoofdgracht 80 gehuurd op het huidige Molenplein. Nadat de leden een aandelenkapitaal van 7000 gulden bijeen hadden gebracht werd in 1903 het pand Hoofdgracht 17 aangekocht. De bond had ook in Nederlands-Indië een bondsgebouw in Soerabaja. Door de tegenvallende exploitatie van het bondsgebouw in Den Helder werd in 1905 het pand Keizerstraat 72-74 gehuurd. Ook het tienjarig jubileum werd op dat adres gevierd. In 1908 werd bij de fusie met de Algemeene Mariniersbond de naam van de bond gewijzigd in Bond voor Minder Marine Personeel. In 1909 verscheen onder voorzitterschap van G.M. Nieuwenhuis de propagandabrochure Op voor een nieuw gebouw.

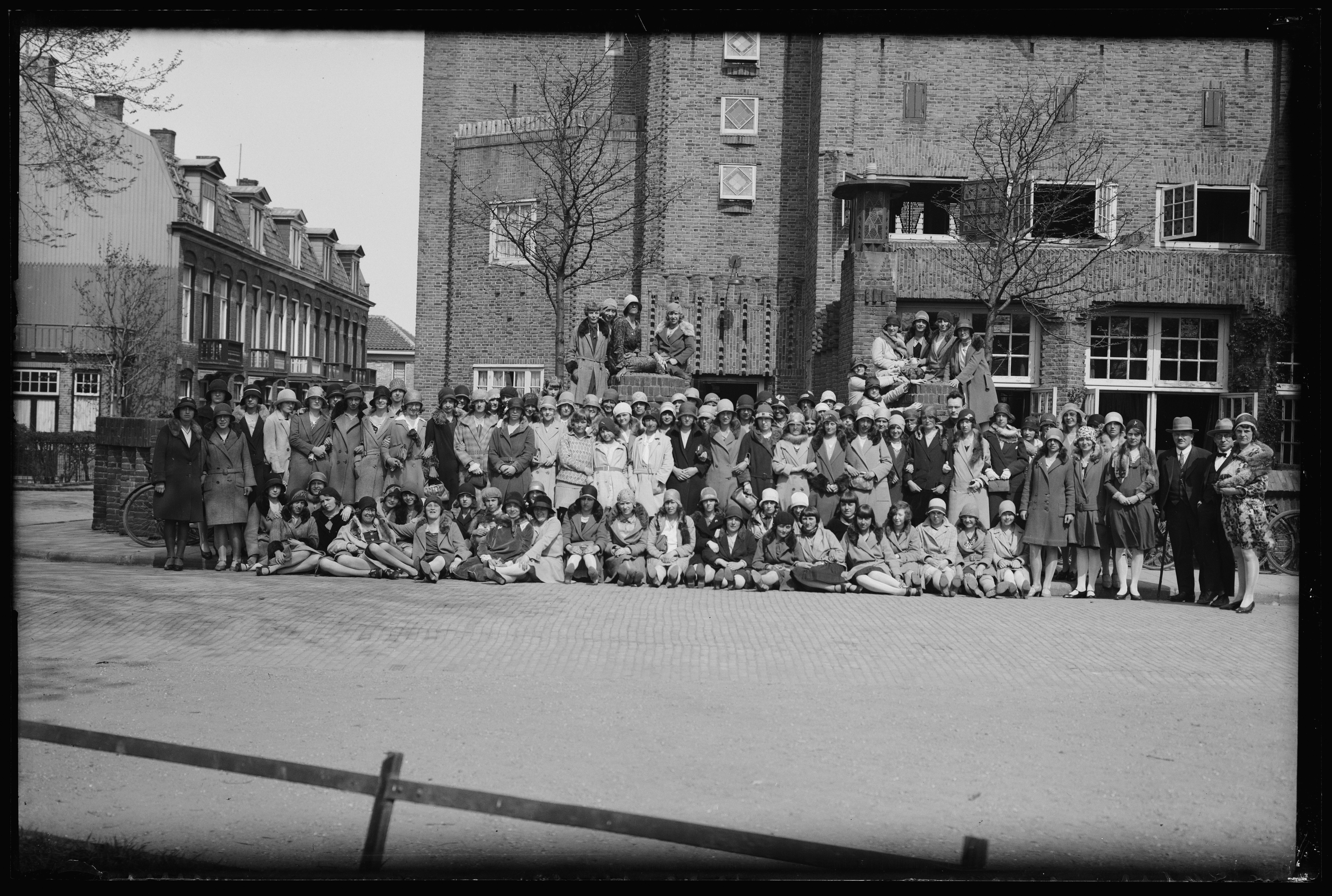
Een groepsfoto voor het bondsgebouw

Na de eerstesteenlegging op 26 oktober 1913 kon op zaterdag 20 en zondag 21 juni 1914 dit nieuwe bondsgebouw De Burcht in Den Helder worden geopend. De ingemetselde gedenksteen was een sculptuur van Hildo Krop. Op de grote steen staat een matroos met een lichtboei aan een anker in een woelige zee. Het anker is daarbij een verwijzing symbolisch voor Het Anker. Bij de officiële opening waren kopstukken uit de sociaaldemocratische beweging aanwezig, onder wie Kamerleden en het bestuur van de SDAP. De Burcht is een schepping van architect Piet Kramer. Dit imposante, twee verdiepingen hoge gebouw was gebouwd in de Amsterdamse stijl.
In 1927 kocht de rooms-katholieke vereniging Stella Maris het pand om er een militair tehuis in te vestigen. Het beeld van Hildo Krop bij de ingang werd daarbij vervangen door een katholiek kruis.
De Burcht zou na bombardementen in de avond van 24 juni 1940 in vlammen opgaan.